# Норен, Густав
Густав Эрик Давид Норен (англ. Gustaf Erik David Norén, род. 1 февраля 1981, Бурленге, Коппарберг) ― шведский музыкант и актёр. Ранее он был одним из двух фронтменов шведской группы Mando Diao и является участником дуэта Gustaf & Viktor Norén.

## Биография
Густав родился в семье Яна Норена и Керстин Бенгтссон-Норен 1 февраля 1981 года в Борлэнге (Швеция). У него есть два младших брата, Виктор и Карл, и младшая сестра Жозефина. Его музыкальный талант проявился ещё в школе, как и его любовь к ролям. По словам его матери, он был прирождённым актёром.
В детстве и подростковом возрасте Густава футбол играл большую роль. Как и другие члены Mando Diao, он был фанатом ФК «Браге» (Borlänge), местного футбольного клуба. После футбола рок-музыка была второй по важности темой в школе. Густав питал слабость к музыке 1960-х годов, особенно к «Битлз». Новые группы, такие как Nirvana, были добавлены в его избранное, а с 1995 года — такие брит-поп-группы, как Oasis и Blur.
Густав Норен был одним из двух фронтменов (вокал, гитара) шведской рок-группы Mando Diao.
В 2006 году он был назван самым сексуальным мужчиной Швеции, возглавив рейтинг, в котором в общей сложности приняли участие 100 знаменитостей.
3 июня 2015 года он покинул группу Mando Diao. 3 июня 2015 года в пресс-релизе Sony Music было объявлено о распаде из-за того, что у участников группы разные взгляды.
Норен принял участие в записи песни шведского певца Эрика Сааде «Wide Awake». Российский диджейский дуэт Filatov & Karas выпустил ремикс на песню «Wide Awake», который попал в чарты России, Украины и Франции.
В январе 2016 года Норен, его брат Виктор Норен и их друг Йоаким Андрен представили свой новый проект State of Sound. Их дебютный сингл «Higher Love» получил золотой сертификат в Швеции. Их последующий сингл «Uti vår hage» также получил золотой сертификат.
В декабре 2021 года они выпустили сборник Samlade Sånger, в который вошли ранее выпущенные синглы «I Feel Like Christmas» и «Amerika», все их интерпретации из Helt lyriskt и Så mycket bättre, а также несколько новых песен.